# Emily Curzon-Howe
Lady Emily Marie Curzon-Howe (1836 – 9 dicembre 1910) è stata una nobildonna inglese.

## Biografia
Emily era la figlia di Richard Curzon-Howe, I conte Howe, e della sua prima moglie, Lady Harriet Georgiana Brudenell, figlia di Robert Brudenell, VI conte di Cardigan.
Servì come Woman of the Bedchamber di Alessandra di Danimarca. Con la morte della regina Vittoria nel 1901, Lady Emily fu rinominata Woman of the Bedchamber della nuova regina, carica che ricoprì fino al 1907.

## Matrimonio
Sposò, il 5 febbraio 1856 a Congerston, Robert Kingscote (28 febbraio 1830–22 settembre 1908), figlio di Thomas Henry Kingscote. Ebbero quattro figli:
- Nigel Richard Fitzhardinge Kingscote (14 febbraio 1857-24 novembre 1921)[7], sposò Mary Miles, non ebbero figli;
- Harriet Maude Isabella Kingscote (1860-14 marzo 1906), sposò Arthur Wilson[8], ebbero tre figli;
- Winifred Ida Kingscote (24 aprile 1862-25 ottobre 1938), sposò George Cholmondeley, IV marchese di Cholmondeley[9][10], ebbero tre figli;
- Albert Edward Leicester Fitzhardinge Kingscote (13 maggio 1865).

## Morte
Lady Emily morì il 9 dicembre 1910, all'età di 74 anni. È sepolta accanto al marito al St. John the Baptist Churchyard, a Kingscote.